# Philanthus
Philanthus és un gènere d'himenòpters apòcrtis de la família dels crabrònids (Crabronidae), conegudes en com a abelles llop o caçadores d'abelles, ja que són depredadores d'abelles.

## Història natural
Són vespes solitàries depredadores principalment d'abelles. Les femelles excaven túnels al terra per a fer el niu mentre que els mascles marquen diversos objectes amb feromona per marcar el territori. Les larves són carnívores i les femelles cacen abelles, a les que paralitzen però no les maten, hi ponen els ous, que serveixen d'aliment a les seves larves. Els adults recullen nèctar de les flors com a font energètica per a volar.
Altres espècies de Philanthus poden estar especialitzades en altres espècies d'abelles o poden ser generalistes o depredar altres tipus d'himenòpters.
L'espècie europea predominant és Philanthus triangulum, que és un plaga menor en l'apicultura. El túnel de Philanthus triangulum pot fer com a màxim 1 m de llarg. Cada cel·la de cria acumula d'una a sis abelles mel·líferes.

## Algunes espècies
El gènere Philanthus conté unes 140 espècies:
- Philanthus albopilosus
  - Philanthus albopilosus albopilosus
  - Philanthus albopilosus manuelito
- Philanthus arizonicus
- Philanthus banabacoa
- Philanthus barbatus
- Philanthus barbiger
- Philanthus basilaris
- Philanthus bicinctus
- Philanthus bilunatus
- Philanthus boharti
- Philanthus coarctatus
  - Philanthus coarctatus coarctatus
  - Philanthus coarctatus raptor
  - Philanthus coarctatus siculus
- Philanthus coronatus
  - Philanthus coronatus coronatus
  - Philanthus coronatus orientalis
- Philanthus crabroniformis
- Philanthus crotoniphilus
- Philanthus elegantissimus
- Philanthus fuscipennis
- Philanthus gibbosus
- Philanthus gloriosus
- Philanthus histrio
- Philanthus inversus
- Philanthus lepidus
- Philanthus levini
- Philanthus loeflingi
- Philanthus michelbacheri
- Philanthus multimaculatus
- Philanthus nasalis
- Philanthus neomexicanus
- Philanthus occidentalis
- Philanthus pacificus
- Philanthus parkeri
- Philanthus politus
- Philanthus psyche
- Philanthus pulchellus
- Philanthus pulcher
- Philanthus sanborni
- Philanthus saxigenus
- Philanthus schusteri
- Philanthus sculpturatus
- Philanthus serrulatae
- Philanthus solivagus
- Philanthus stygius
  - Philanthus stygius stygius
  - Philanthus stygius atronitens
- Philanthus tarsatus
- Philanthus triangulum - Europea
- Philanthus variegatus
- Philanthus ventilabris
- Philanthus ventralis
- Philanthus venustus
- Philanthus zebratus